# Межениновка (станция)
Межени́новка — бывшая железнодорожная станция, в современности[когда?]

 разъезд с пассажирской платформой Кузбасского региона Западно-Сибирской железной дороги. Находится на территории Томского района Томской области, в селе Межениновка.

## История
Станция Басандайка была построена при строительстве Томской ветви Средне-Сибирской железной дороги Великого Сибирского пути на 48 километре (45 версте) от станции Тайга и являлась первой станцией ветки от неё. К концу XIX века являлась железнодорожной станцией V класса. Место для строительства станции было выбрано на водоразделе рек Басандайка и Ушайка.
Была названа по названию реки Басандайки. Переименована в 1909 году в Межениновку в честь инженера Николая Меженинова, который проектировал Средне-Сибирскую железную дорогу (её участок от Томска до Иркутска).